# Русско-американская индустриальная корпорация
Русско-американская индустриальная корпорация (сокр. РАИК; англ. The Russian-American Industrial Corporation, RAIC) ― коммерческое предприятие, основанное в 1922 году по соглашению между правительством СССР и Объединённым союзом работников швейной промышленности Америки. Корпорация, финансируемая в основном за счёт небольших пожертвований от сочувствующих членов американского союза работников, была задумана как механизм для запуска новых швейных фабрик в советской России, которая на тот момент переживала экономические бедствия, обрушившиеся на страну во время гражданской войны и политики военного коммунизма. 
РАИК собрала 2 миллиона долларов, которые были потрачена на запуск или модернизацию 34 объектов промышленного производства, на которых работало 17 500 рабочих. Акционеры РАИК получали выплату в размере 5% годовых от прибыли корпорации, пока её деятельность не была прекращена в 1925 году. 

## История

### Предыстория

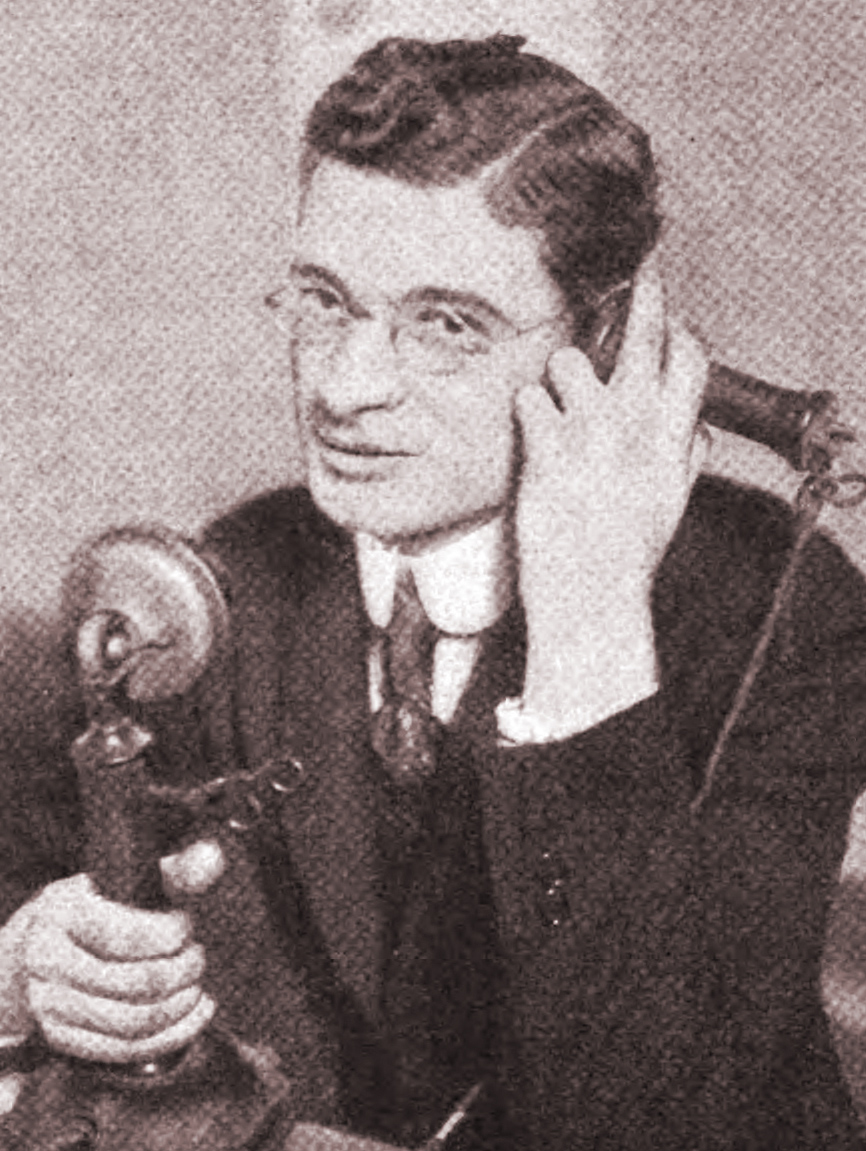
РАИК была детищем профсоюзного лидера Сидни Хилмена (фото 1922 года)

Революция 1917 года и последовавшая ожесточенная и кровопролитная гражданская война привели к развалу экономики в стране. Города обезлюдели, рабочие и крестьяне возвращались в свои деревни для перераспределения земли. Из-за нехватки рабочей силы, сырья и организационных возможностей многие фабрики и заводы в стране были закрыты, а промышленное производство резко сократилось. Голод 1921―1922 годов охватил страну, миллионы людей погибли от болезней и нехватки еды. 
В Соединённых Штатах многими из тех, кто больше всего хотел помочь советской России, были недавние эмигранты из Российской империи, в том числе и тысячи евреев. Многие из них работали в американских швейных мастерских и участвовали в набиравшем силу профсоюзном движении в Нью-Йорке. Самыми могущественными профсоюзами работников текстильной промышленности были Объединённый союз работников швейной промышленности Америки (ACWA) и Международный профсоюз женщин-швей (ILGWU). 
Одним из наиболее влиятельных профсоюзных деятелей был Сидни Хилмен, родившийся в 1887 году в Жагаре, Литва (тогда ― часть Российской империи). Ещё в юности Хилмен стал марксистом и с 1903 года в качестве члена Бунда и меньшевистского крыла РСДРП принимал активное участие в революционном движении. Именно по его инициативе была основана Русско-американская индустриальная корпорация для импорта швейных станков в советскую Россию и обмена опытом по организации промышленного производства. 

### Основание корпорации
Идея о создании корпорации зародилась летом 1921 года. Уже в этом году в Кузнецком бассейне в Западной Сибири была сформирована образцовая индустриальная колония под руководством деятеля IWW Уильяма Хейвуда и голландского коммуниста Себальда Рутгерса. Благодаря вкладу американских технологий организационных ноу-хау на кемеровских угольных шахтах производительность труда возросла в десять раз, что вызвало интерес советских чиновников и послужило причиной распространения производственной программы в других отраслях промышленности. 
Идею о создании аналогичного совместного предприятия в области швейной промышленности выдвинул Хилмен. Он провёл больше месяца в советской России, изучая ситуацию, в которой находилась её текстильная промышленность. Потрясенный голодом и разрухой, Хилмен начал выступать за немедленное выделение финансовой помощи СССР, полагая, что вливание иностранного капитала крайне важно для восстановления российской промышленной базы. 
Хилмен предложил расширить кузбасскую модель и расширить применение американских производственных практик и технологий. Это предложение получило официальное одобрение. Хилмен имел личную беседу с Владимиром Лениным, в которой они уточняли детали организации совместного предприятия. 
Хилмен и Ленин подписали официальное соглашение, выбрав девять заводов для реализации проекта ― шесть в Петрограде и три в Москве. Главным условием было привлечения 1 миллиона долларов из Соединённых Штатов. Хилмен заявил в интервью газете «Известия» перед отъездом, что эта инициатива в конечном итоге выйдет за пределы швейной промышленности и охватит другие отрасли производства. 
Вопрос был передан на обсуждение в V Национальное собрание Объединённого союза работников швейной промышленности, состоявшееся в Чикаго в мае 1922 года, и был там же одобрено. Выступая перед членами профсоюза, Хилмен обвинил державы Лиги Наций в систематической кампании, направленной на то, чтобы «заставить Россию подчиниться диктату международных финансистов» и заявил, что оказывать или не оказывать помощь советской России ― значит не выступать за или против большевизма, а быть «за или против убийства миллионов людей». Доклад Хилмена был тепло встречен аплодисментами, и планы по созданию новой международной компании быстро воплотились в жизнь. 
Документы для официальной регистрации предприятия в США были поданы в штате Делавэр 2 июня 1922 года. Уставный капитал был сформирован за счёт членов профсоюза, которые приобретали акции РАИК по цене 10 долларов за каждую. Продажа акций имела характер не пожертвований, а инвестиций, основную часть которых должен был застраховать Lloyds of London. Офис корпорации находился в Нью-Йорке. 
Образование РАИК было одобрено лидером Социалистической партии Юджином В. Дебсом, освобождённым из тюрьмы шестью месяцами ранее. Он отметил, что низкая цена акций позволила работникам «инвестировать в соответствии со своими финансовыми возможностями в это самое своевременное и заслуживающее похвалы предприятие, а также внести свой вклад в дело Америки по восстановлению России и обеспечению наивысшего уровня благосостояния людей во всём мире». 

### Развитие
После утверждения программы РАИК съездом Объединённым союзом работников швейной промышленности Хилмен вернулся в СССР летом 1922 года, чтобы уладить организационные вопросы. Им были заключены контракты с государственными органами хозяйственного планирования: с Советом труда и обороны, который разрешил РАИК вести дела с различными советскими учреждениями, и с Высшим советом по народному хозяйству, который обеспечил страхование РАИК и обязался выплатить дивиденды в размере 8% от вложенных средств, в случае, если любая из сторон сочтёт необходимым прекратить деятельность компании после трёхлетнего испытательного срока. 
Первой инвестицией со стороны РАИК стал ввоз мелких деталей машин и другого оборудования. Поставки начались в августе 1922 года. Несмотря на обещания о привлечении 1 миллион долларов для полного финансирования деятельности корпорации, эта сумма так и не была собрана, хотя в начале 1923 года был произведен первоначальный платеж в размере 200 000 долларов. 
Деятельность РАИК регулировалась Контрольным советом из девяти членов, семь из которых были советскими гражданами из-за неравных финансовых обязательств двух сторон перед предприятием. Повседневное управление производственными мощностями РАИК, однако, было в значительной степени передано американским квалифицированным рабочим и экспертам, причем внедрение американских методов производства в отсталую российскую промышленность было одной из основных причин для обращения к программе со стороны советского режима. 
Девять первоначальных заводов, предоставленных РАИК советским правительством должны были быть расширены до сети из пятнадцати предприятий по всей стране в соответствии с условиями договора. Эти фабрики должны были производить различные потребительские товары, включая рубашки, пальто, костюмы, плащи, нижнее бельё, кепки, перчатки и другие изделия из ткани. На фабриках работали как советские, так и американские рабочие, большинство из которых были эмигрантами из царской России. 
В конечном итоге инвестиции превысили отметку в 2 миллиона долларов, а производство РАИК расширилось до 34 заводов, в которых было занято 17 500 человек. 
Дивиденды были выплачены акционерам дважды. Первоначальный частичный платеж в размере 3% был выплачен в конце 1923 года, покрыв первое полугодие производственной деятельности. Второй платеж в размере 5% поступил в январе 1925 года, покрыв период 1924 года. В новостном освещении последнего платежа утверждалось, что общее количество акционеров РАИК составляло 5 500 человек.
В 1923 году в СССР было образовано акционерное общество «Синдшвейпром» (Всероссийский синдикат швейной промышленности), 40 % акций которого приобрела РАИК. Среди других акционеров «Синдшвейпрома» были только государственные организации: ВСНХ, швейные тресты из Москвы, Петрограда, Татарии, Нижнего Новгорода, Харькова, а также Экспериментальная фабрика. В 1923 году с «Синдшвейпром» (с участием РАИК) был заключен концессионный договор, который был расторгнут в 1925/26 хозяйственном году с формулировкой «невыплата основного капитала».

### Прекращение деятельности
Восстановление советской экономики с помощью ориентированной на рыночные механизмы новой экономической политики уменьшило необходимость внешней капитализации лёгкой промышленности. Деятельность РАИК, соответственно, была прекращена к концу 1925 года. Значение компании в первые годы нэпа было значительным: её фабрики работали в восьми городах и производили более 20% от общего объёма производства советской одежды в те годы. 
В дополнение к уменьшению потребности Советского Союза в иностранных инвестициях в производство потребительских товаров одним из факторов, способствующих свёртыванию РАИК стала финансовая несостоятельность американской стороны. Бюджет профсоюза личные финансы его членов были истощены во время затяжной забастовки 1925 года. 
Так или иначе, деятельность РАИК имела отдалённые последствия. Корпорация помогла упорядочить финансовые связи между Промышленным банком Москвы и двумя банками, принадлежащими Объединённому союзу работников швейной промышленности Америки: Объединенным трастовым и сберегательным банком Чикаго и Объединённым банком Нью-Йорка. Эти связи сделали возможным перевод дополнительных средств от рабочих в Америке членам их семей в Советском Союзе, причем более 9 миллионов долларов были переданы таким образом к началу 1925 года. Это значительно облегчило тяжелое экономическое положение советских граждан, пытающихся восстановить свою жизнь в условиях экономического хаоса.